# Esperanza Almorza Hidalgo
Esperanza Almorza Hidalgo (Sevilla, 13 de juny de 1982) és una exjugadora de bàsquet, preparadora física i directora esportiva andalusa.
Començà a jugar al Club Náutico Sevilla, aconseguint un subcampionat d'Espanya en categoria cadet. Debutà amb el Mercaleon Sufi-Corsan de la Lliga femenina 2 la temporada 2001-02 i, posteriorment, jugà amb el Cadí la Seu, amb el qual aconseguí l'ascens històrica a la Lliga Femenina la temporada 2004-05. Internacional amb la selecció espanyola en categories inferiors, participà al Campionat d'Europa júnior (2000) i sub-20 (2002).
Llicenciada en Ciències de l'Activitat Física i de l'Esport per la Universitat Pablo de Olavide de Sevilla, ha exercit com a preparadora física (2016-18) i directora esportiva (2019-22) de la secció femenina de bàsquet del CN Sevilla (2016-2018). També exercit com a preparadora física de les categories inferiors de la selecció espanyola. Entre d'altres reconeixements, fou homenatjada en la 14a edició de la Festa de l'Esport del Club Náutico Sevilla (2019)